# Lista de prêmios e indicações recebidos por Titanic
Esta é uma lista de prêmios e indicações recebidos pelo filme Titanic, de 1997.
Titanic iniciou sua grande aquisição de prêmios com o Globo de Ouro, vencendo em quatro categorias (Melhor Filme - Drama, Melhor Direção, Melhor Banda Sonora Original e Melhor Canção Original). As atrizes Kate Winslet e Gloria Stuart também foram indicadas em outras categorias. O filme recebeu os prêmios American Society of Cinematographers, SAG Awards e Broadcast Film Critics Association, dentre outras recomendações críticas. Nos Prêmios BAFTA, o filme recebeu dez indicações, incluindo as categorias de Melhor Filme e Melhor Diretor.
O filme alcançou o recorde estabelecido por All About Eve (1950), de Joseph L. Mankiewicz, e venceu 11 de 14 indicações aos Prêmios da Academia: Melhor Filme, Melhor Diretor, Melhor Direção de Arte, Melhor Cinematografia, Melhores Efeitos Visuais, Melhor Edição, Melhor Figurino, Melhor Som e Melhor Canção Original. Melhor Atriz (Kate Winslet), Melhor Atriz Coadjuvante (Gloria Stuart) e Melhor Maquiagem foram as três indicações que não venceram. O roteiro original de James Cameron e a performance de Leonardo DiCaprio, altamente elogiadas pela crítica especializada, não receberam nenhuma indicação. Titanic tornou-se o segundo filme na história a receber 11 prêmios Óscar, depois de Ben-Hur. Anos mais tarde, The Lord of the Rings: The Return of the King também empataria o recorde.
Titanic venceu o Óscar de Melhor Canção Original, assim como três Prêmios Grammy (por Gravação do Ano, Canção do Ano e Melhor Canção para Mídia Visual). A trilha sonora do filme tornou-se o álbum de orquestra mais vendido de todos os tempos, além de sagrar-se como um sucesso comercial mundial e passar dezesseis semanas no topo das paradas nos Estados Unidos. O álbum foi certificado em diamante pela RIAA pelas mais de 11 milhões de cópias vendidas no país. A canção "My Heart Will Go On", interpretada pela cantora canadiana Céline Dion, venceu o Prêmio Grammy de Melhor Canção Escrita para Filme ou Televisão. 
Leonardo DiCaprio venceu o Prêmio MTV Movie de Melhor Performance Masculina. O filme foi também vencedor do People's Choice Award de Melhor Filme e como Filme Favorito do Kids' Choice Awards de 1998. Titanic venceu vários outros prêmios estrangeiros, incluindo o Prêmio da Academia Japonesa de Melhor Filme Estrangeiro. Totalizando mais de 19 prêmios vencidos e mais 47 indicações para várias premiações em todo o mundo, Titanic entrou para a história do cinema como uma das mais aclamadas obras de ficção de todos os tempos. 

## Prêmios e indicações
| Premiação                                  | Categoria                                   | Vencedores e indicados                                            | Resultado | Ref.        |
| ------------------------------------------ | ------------------------------------------- | ----------------------------------------------------------------- | --------- | ----------- |
| Annie Awards                               | Alcance Técnico                             | Alcance Técnico                                                   | Venceu    | [ 2 ]       |
| BAFTA Film Award                           | Melhor Filme                                | James Cameron e Jon Landau                                        | Indicado  | [ 3 ]       |
| BAFTA Film Award                           | Melhor Direção                              | James Cameron                                                     | Indicado  | [ 3 ]       |
| BAFTA Film Award                           | Melhor Banda Sonora                         | James Horner                                                      | Indicado  | [ 3 ]       |
| BAFTA Film Award                           | Melhor Cinematografia                       | Russell Carpenter                                                 | Indicado  | [ 3 ]       |
| BAFTA Film Award                           | Melhor Produção                             | Peter Lamont                                                      | Indicado  | [ 3 ]       |
| BAFTA Film Award                           | Melhor Edição                               | Conrad Buff, James Cameron e Richard A. Harris                    | Indicado  | [ 3 ]       |
| BAFTA Film Award                           | Melhor Som                                  | Gary Rydstrom, Tom Johnson, Gary Summers e Mark Ulano             | Indicado  | [ 3 ]       |
| BAFTA Film Award                           | Melhores Efeitos Especiais                  | Robert Legato, Mark A. Lasoff, Thomas L. Fisher e Michael Kanfer  | Indicado  | [ 3 ]       |
| BAFTA Film Award                           | Melhor Figurino                             | Deborah Lynn Scott                                                | Indicado  | [ 3 ]       |
| BAFTA Film Award                           | Melhor Maquiagem                            | Tina Earnshaw, Simon Thompson e Kay Georgiou                      | Indicado  | [ 3 ]       |
| Brit Awards                                | Melhor Banda Sonora                         | James Horner                                                      | Venceu    |             |
| César                                      | Melhor Filme Estrangeiro                    | Titanic                                                           | Indicado  | [ 4 ]       |
| Chicago Film Critics Association           | Melhor Filme                                | Titanic                                                           | Indicado  |             |
| Chicago Film Critics Association           | Melhor Diretor                              | James Cameron                                                     | Indicado  |             |
| Chicago Film Critics Association           | Melhor Cinematografia                       | Russell Carpenter                                                 | Venceu    |             |
| Chicago Film Critics Association           | Melhor Banda Sonora                         | James Horner                                                      | Venceu    |             |
| Critics' Choice Movie Award                | Melhor Filme                                | Titanic                                                           | Indicado  |             |
| Critics' Choice Movie Award                | Melhor Diretor                              | James Cameron                                                     | Venceu    |             |
| Dallas-Fort Worth Film Critics Association | Melhor Filme                                | Titanic                                                           | Indicado  |             |
| Dallas-Fort Worth Film Critics Association | Melhor Diretor                              | James Cameron                                                     | Venceu    |             |
| Empire Awards                              | Melhor Filme                                | Titanic                                                           | Venceu    |             |
| Empire Awards                              | Melhor Atriz                                | Kate Winslet                                                      | Venceu    |             |
| Globo de Ouro                              | Melhor Filme - Drama                        | Titanic                                                           | Venceu    | [ 5 ]       |
| Globo de Ouro                              | Melhor Diretor                              | James Cameron                                                     | Venceu    | [ 5 ]       |
| Globo de Ouro                              | Melhor Ator em Filme Dramático              | Leonardo DiCaprio                                                 | Indicado  | [ 5 ]       |
| Globo de Ouro                              | Melhor Atriz em Filme Dramático             | Kate Winslet                                                      | Indicado  | [ 5 ]       |
| Globo de Ouro                              | Melhor Atriz Coadjuvante                    | Gloria Stuart                                                     | Indicado  | [ 5 ]       |
| Globo de Ouro                              | Melhor Roteiro                              | James Cameron                                                     | Indicado  | [ 5 ]       |
| Globo de Ouro                              | Melhor Banda Sonora Original                | James Horner                                                      | Venceu    | [ 5 ]       |
| Globo de Ouro                              | Melhor Canção Original                      | "My Heart Will Go On" (James Horner, Will Jennings)               | Venceu    | [ 5 ]       |
| Grammy Award                               | Melhor Encarte                              | Al Quattrocchi, Hugh Brown e Jeff Smith                           | Venceu    | [ 6 ]       |
| Grammy Award                               | Gravação do Ano                             | "My Heart Will Go On" – Céline Dion (James Horner, Will Jennings) | Venceu    | [ 6 ]       |
| Grammy Award                               | Canção do Ano                               | "My Heart Will Go On" – Céline Dion (James Horner, Will Jennings) | Venceu    | [ 6 ]       |
| Grammy Award                               | Melhor Performance Pop Vocal                | "My Heart Will Go On" – Céline Dion (James Horner, Will Jennings) | Venceu    | [ 6 ]       |
| Grammy Award                               | Melhor Música para Mídia Visual             | "My Heart Will Go On" – Céline Dion (James Horner, Will Jennings) | Venceu    | [ 6 ]       |
| Grammy Award                               | Melhor Performance Pop Instrumental         | "My Heart Will Go On" – Kenny G                                   | Venceu    | [ 6 ]       |
| London Film Critics' Circle                | Filme do Ano                                | Titanic                                                           | Indicado  |             |
| London Film Critics' Circle                | Diretor do Ano                              | James Cameron                                                     | Indicado  |             |
| London Film Critics' Circle                | Atriz Britânica do Ano                      | Kate Winslet                                                      | Indicado  |             |
| Mainichi Film Award                        | Melhor Filme Estrangeiro                    | Titanic                                                           | Venceu    |             |
| MTV Movie Awards                           | Melhor Filme                                | Titanic                                                           | Venceu    | [ 7 ]       |
| MTV Movie Awards                           | Melhor Performance Masculina                | Leonardo DiCaprio                                                 | Venceu    | [ 7 ]       |
| MTV Movie Awards                           | Melhor Performance Feminina                 | Kate Winslet                                                      | Indicado  | [ 7 ]       |
| MTV Movie Awards                           | Melhor Dupla                                | Leonardo DiCaprio e Kate Winslet                                  | Indicado  | [ 7 ]       |
| MTV Movie Awards                           | Melhor Vilão                                | Billy Zane (como Caledon Hockley)                                 | Indicado  | [ 7 ]       |
| MTV Movie Awards                           | Melhor Canção                               | "My Heart Will Go On" – Céline Dion                               | Indicado  | [ 7 ]       |
| MTV Movie Awards                           | Melhor Beijo                                | Leonardo DiCaprio e Kate Winslet                                  | Indicado  | [ 7 ]       |
| MTV Movie Awards                           | Melhor Sequência de Ação                    | "Naufrágio"                                                       | Indicado  | [ 7 ]       |
| National Board of Review                   | 10 Filmes Destacados                        | Titanic                                                           | Venceu    |             |
| National Board of Review                   | Citação Especial                            | James Cameron                                                     | Venceu    |             |
| New York Film Critics Circle               | Melhor Filme                                | Titanic                                                           | Indicado  |             |
| Nickelodeon Kids' Choice Awards            | Filme Favorito                              | Titanic                                                           | Venceu    |             |
| Óscar                                      | Melhor Filme                                | James Cameron e Jon Landau                                        | Venceu    | [ 8 ] [ 9 ] |
| Óscar                                      | Melhor Diretor                              | James Cameron                                                     | Venceu    | [ 8 ] [ 9 ] |
| Óscar                                      | Melhor Atriz Principal                      | Kate Winslet                                                      | Indicado  | [ 8 ] [ 9 ] |
| Óscar                                      | Melhor Atriz Coadjuvante                    | Gloria Stuart                                                     | Indicado  | [ 8 ] [ 9 ] |
| Óscar                                      | Melhor Canção Original                      | "My Heart Will Go On" (James Horner, Will Jennings)               | Venceu    | [ 8 ] [ 9 ] |
| Óscar                                      | Melhor Banda Sonora Original                | James Horner                                                      | Venceu    | [ 8 ] [ 9 ] |
| Óscar                                      | Melhor Edição de Som                        | Tom Bellfort e Christopher Boyes                                  | Venceu    | [ 8 ] [ 9 ] |
| Óscar                                      | Melhor Mixagem de Som                       | Gary Rydstrom, Tom Johnson, Gary Summers e Mark Ulano             | Venceu    | [ 8 ] [ 9 ] |
| Óscar                                      | Melhor Maquiagem                            | Tina Earnshaw, Greg Cannom e Simon Thompson                       | Indicado  | [ 8 ] [ 9 ] |
| Óscar                                      | Melhor Direção de Arte                      | Peter Lamont e Michael D. Ford                                    | Venceu    | [ 8 ] [ 9 ] |
| Óscar                                      | Melhor Fotografia                           | Russell Carpenter                                                 | Venceu    | [ 8 ] [ 9 ] |
| Óscar                                      | Melhor Figurino                             | Deborah Lynn Scott                                                | Venceu    | [ 8 ] [ 9 ] |
| Óscar                                      | Melhor Edição                               | Conrad Buff, James Cameron e Richard A. Harris                    | Venceu    | [ 8 ] [ 9 ] |
| Óscar                                      | Melhores Efeitos Visuais                    | Robert Legato, Mark A. Lasoff, Thomas L. Fisher e Michael Kanfer  | Venceu    | [ 8 ] [ 9 ] |
| People's Choice Awards                     | Filme Favorito                              | Titanic                                                           | Venceu    |             |
| People's Choice Awards                     | Filme Dramático Favorito                    | Titanic                                                           | Venceu    |             |
| Prêmio da Academia Japonesa                | Melhor Filme em Língua Estrangeira          | Titanic                                                           | Venceu    |             |
| Prémios do Cinema Europeu                  | Contribuição Europeia para o Cinema Mundial | Kate Winslet                                                      | Indicado  |             |
| Prémios do Cinema Europeu                  | Melhor Atriz                                | Kate Winslet                                                      | Venceu    |             |